# Accidente del CASA C-101 del Ejército del Aire de España de 2012
El accidente del CASA C-101 del Ejército del Aire en 2012 fue un accidente aéreo que tuvo lugar a las 10:40 horas (UTC +2) del 26 de abril de 2012. El avión siniestrado, un CASA C-101EB perteneciente a la Academia General del Aire del Ejército del Aire de España, había despegado del Aeropuerto de Murcia-San Javier, para realizar un vuelo de entrenamiento programado San Javier-Madrid-San Javier.
El siniestro se produjo en el trayecto de ida, durante la aproximación a la Base Aérea de Torrejón de Ardoz, cuando el avión se precipitó contra el suelo en Alcalá de Henares cerca de la prisión de Alcalá Meco. En el accidente fallecieron los dos tripulantes que se encontraban a bordo: un alférez alumno de 4º año y un capitán instructor de vuelo.
El último accidente aéreo registrado hasta la fecha de una aeronave del Ejército del Aire había sido el de un Eurofighter Typhoon, el 24 de agosto de 2010.

## La aeronave
La aeronave siniestrada era un CASA C-101EB Aviojet, un avión de reacción monomotor de entrenamiento avanzado construido por el fabricante aeronáutico español Construcciones Aeronáuticas S.A.
La EB es la versión encargada por el Ejército del Aire de España, donde recibe la designación E.25. Es la versión que se ha fabricado en mayor número, 88 aparatos construidos. El Aviojet cumple varias funciones dentro del Ejército del Aire, siendo la más conocida la instrucción de pilotos en la Escala Básica de vuelo.
Este modelo es la aeronave de entrenamiento que más horas de vuelo lleva acumuladas en la instrucción de alumnos de la Academia General del Aire. Desde el año 2009, el Ejército del Aire está procediendo a realizar un programa de evaluación sobre los posibles sustitutos del C-101, debido a que los mismos se encuentran cercanos al final de su vida operativa, a lo que se une la inexistencia de un programa de modernización integral, que tendría que abarcar tanto la estructura como su aviónica. El Ejército del Aire busca sustituir en primer término a las unidades del C-101 que realizan las labores de entrenamiento básico en la Academia General del Aire. Para ello se han evaluado como posibles candidatos al Beechcraft T-6 Texan II, al Pilatus PC-9, al Pilatus PC-21 y al PZL-130 Orlik.

## Investigación

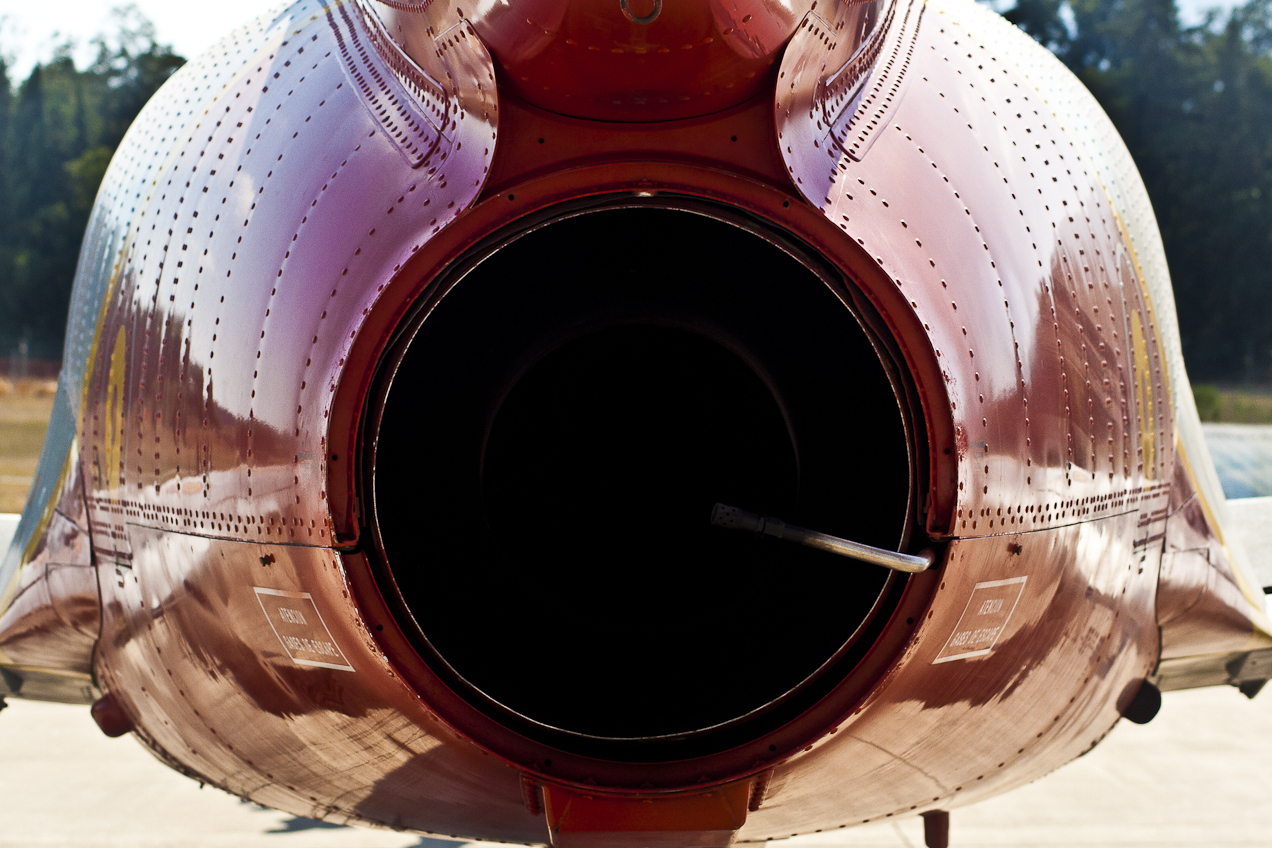
Tobera del motor Garrett TFE731 de un CASA C-101.

Tras el accidente se personaron en el lugar de los hechos dos jueces, uno civil perteneciente al juzgado de guardia del partido judicial en el que está inscrita la localidad de Meco y otro militar, debido a que tanto la aeronave como los fallecidos en el accidente formaban parte de las fuerzas armadas.